# Чемпіонат світу з хокею із шайбою 2017 (дивізіон I)
Чемпіонат світу з хокею із шайбою 2017 року у дивізіоні I — чемпіонат світу з хокею із шайбою другого ешелону, розділена на дві групи. Група А грала в Україні (Київ) з 22 по 28 квітня, а група В — у Великій Британії (Белфаст) з 23 по 29 квітня.

## Вибори місця проведення
На отримання права проведення турніру в групі А було подано 2 заявки: Київ (Україна) і Австрія (без вказівки міста). На право проведення турніру групи В було подано 2 заявки: Таллінн (Естонія) і Белфаст (Велика Британія). Остаточне рішення про місця проведення турнірів було прийнято на конгресі ІІХФ у Москві в травні під час проведення чемпіонату світу з хокею, за яким господарями змагання стали Київ і Белфаст.

## Арени
| Група A                       |                                                                          | Група B                         |
| Київ                          | Київ БелфастЧемпіонат світу з хокею із шайбою 2017 (дивізіон I) (Європа) | Белфаст                         |
| Палац спорту Місткість: 7,000 | Київ БелфастЧемпіонат світу з хокею із шайбою 2017 (дивізіон I) (Європа) | Арена Одіссей Місткість: 11,000 |
|                               | Київ БелфастЧемпіонат світу з хокею із шайбою 2017 (дивізіон I) (Європа) |                                 |

## Регламент

### Група А
У групі А змагатимуться 6 команд, які отримали місця за підсумками світових першостей в різних дивізіонах в 2016 році. Серед них збірна Казахстану і збірна Угорщини , що посіли останні 2 місця в елітному дивізіоні, збірна України, як переможець першого дивізіону групи B 2016 року і три збірні з торішнього турніру групи А. По завершенню турніру дві збірні, які посядуть 1 та 2 місця, отримають право брати участь у Топ-дивізіоні чемпіонату світу 2018 року. Збірна, яка посяде останнє місце, вилетить з групи А в групу В першого дивізіону 2018 року.

### Група В
У групі В змагатиметься 6 збірних, які отримають місця за підсумками світових першостей в різних дивізіонах в 2016 році. Серед них збірна Японії, як команда, що посіла 6 місце у групі А першого дивізіону 2016 року, збірна Нідерландів, як переможець групи А другого дивізіону чемпіонату світу 2016 року і 4 збірні з торішнього турніру групи В першого дивізіону. Найкраща збірна за підсумками турніру отримає право грати в групі А першого дивізіону в 2018 році, а найгірша вилетить в групу А другого дивізіону 2018 року.

## Турнір

### Група А
| Збірна         | Кваліфікація                                                      |
| -------------- | ----------------------------------------------------------------- |
| Казахстан      | 16-те місце в групі А топ-дивізіону в минулому році               |
| Угорщина       | 15-те місце в групі B топ-дивізіону в минулому році               |
| Польща         | 3-тє місце в групі А першого дивізіону в минулому році            |
| Австрія        | 4-те місце в групі А першого дивізіону в минулому році            |
| Південна Корея | 5-те місце в групі А першого дивізіону в минулому році            |
| Україна        | Господарі, 1-ше місце в групі B першого дивізіону в минулому році |

#### Таблиця
| М | Збірна         | І | В | ВО | ПО | П | Ш     | О  | 1      | 2       | 3        | 4        | 5     | 6       |
| - | -------------- | - | - | -- | -- | - | ----- | -- | ------ | ------- | -------- | -------- | ----- | ------- |
| 1 | Австрія        | 5 | 4 | 0  | 0  | 1 | 22:4  | 12 |        | 5 - 0   | 2 - 3    | 11 - 0   | 3 - 1 | 1 - 0   |
| 2 | Південна Корея | 5 | 3 | 1  | 0  | 1 | 14:11 | 11 | 0 - 5  |         | 5 - 2    | 4 - 2    | 3 - 1 | 2 - 1 Б |
| 3 | Казахстан      | 5 | 3 | 1  | 0  | 1 | 13:10 | 11 | 3 - 2  | 2 - 5   |          | 1 - 0 ОТ | 3 - 1 | 4 - 2   |
| 4 | Польща         | 5 | 2 | 0  | 1  | 2 | 6:17  | 7  | 0 - 11 | 2 - 4   | 0 - 1 ОТ |          | 2 - 0 | 2 - 1   |
| 5 | Угорщина       | 5 | 1 | 0  | 0  | 4 | 8:14  | 3  | 1 - 3  | 1 - 3   | 1 - 3    | 0 - 2    |       | 5 - 3   |
| 6 | Україна        | 5 | 0 | 0  | 1  | 4 | 7:14  | 1  | 0 - 1  | 1 - 2 Б | 2 - 4    | 1 - 2    | 3 - 5 |         |

#### Бомбардири
Список 11 найкращих гравців за очками.
| Гравець            | М | Г | П | О | +/− | ШХ |
| ------------------ | - | - | - | - | --- | -- |
| Найджел Доус       | 5 | 5 | 4 | 9 | +5  | 0  |
| Константін Комарек | 5 | 4 | 5 | 9 | +10 | 0  |
| Брендон Боченскі   | 5 | 2 | 5 | 7 | +3  | 4  |
| Томас Раффль       | 5 | 3 | 3 | 6 | +6  | 2  |
| Мартін Шумніг      | 5 | 0 | 6 | 6 | +8  | 0  |
| Браєн Леблер       | 5 | 4 | 1 | 5 | +7  | 4  |
| Ан Чі-ху           | 5 | 2 | 3 | 5 | +5  | 0  |
| Домінік Гайнріх    | 5 | 2 | 3 | 5 | +12 | 0  |
| Фабіо Гофер        | 5 | 2 | 3 | 5 | +7  | 2  |
| Лукас Гаудум       | 5 | 3 | 1 | 4 | +5  | 2  |
| Кім Кі-сунг        | 5 | 3 | 1 | 4 | +3  | 2  |

Джерело: IIHF.com [Архівовано 7 серпня 2017 у Wayback Machine.]

#### Найкращі воротарі
Список п'яти найращих воротарів. У список включені лише ті гравці, які провели щонайменш 40% хвилин.
| Гравець            | ЧНЛ    | ПГ | КН   | КД  | ВК%   | ША |
| ------------------ | ------ | -- | ---- | --- | ----- | -- |
| Бернгард Штаркбаум | 299:05 | 4  | 0.80 | 137 | 97.08 | 3  |
| Едуард Захарченко  | 242:32 | 9  | 2.23 | 158 | 94.30 | 0  |
| Пшемислав Одробни  | 260:42 | 9  | 2.07 | 124 | 92.74 | 1  |
| Метт Далтон        | 269:36 | 10 | 2.23 | 133 | 92.48 | 0  |
| Віталій Колесник   | 301:39 | 10 | 1.99 | 128 | 92.19 | 1  |

ЧНЛ = часу на льоду (хвилини: секунди); ГП = голів пропушено; СП = Середня кількість пропущених шайб; КД = кидки; %ВК = відбитих кидків (у %); ША = шатаути

Джерело: IIHF.com [Архівовано 7 серпня 2017 у Wayback Machine.]

#### Нагороди
Найкращі гравці, обрані дирекцією ІІХФ
- Найкращий воротар:  Бернгард Штаркбаум
- Найкращий захисник:  Домінік Гайнріх
- Найкращий нападник:  Найджел Доус

Команда усіх зірок, обрана ЗМІ
- Воротар:  Бернгард Штаркбаум
- Захисники:  Домінік Гайнріх —  Алекс Плант
- Нападники:  Найджел Доус —  Томас Раффль —  Константін Комарек
- Найцінніший гравець:  Томас Раффль

### Група B
| Збірна          | Кваліфікація                                                      |
| --------------- | ----------------------------------------------------------------- |
| Японія          | 6-те місце в групі А першого дивізіону в минулому році            |
| Велика Британія | Господарі, 2-ге місце в групі B першого дивізіону в минулому році |
| Литва           | 3-тє місце в групі B першого дивізіону в минулому році            |
| Хорватія        | 4-те місце в групі B першого дивізіону в минулому році            |
| Естонія         | 5-те місце в групі B першого дивізіону в минулому році            |
| Нідерланди      | 1-ше місце в групі А другого дивізіону в минулому році            |

#### Таблиця
| М | Збірна          | І | В | ВО | ПО | П | Ш     | О  | 1      | 2     | 3     | 4     | 5     | 6      |
| - | --------------- | - | - | -- | -- | - | ----- | -- | ------ | ----- | ----- | ----- | ----- | ------ |
| 1 | Велика Британія | 5 | 5 | 0  | 0  | 0 | 32:5  | 15 |        | 4 - 0 | 5 - 2 | 5 - 1 | 4 - 2 | 14 - 0 |
| 2 | Японія          | 5 | 4 | 0  | 0  | 1 | 22:11 | 12 | 0 - 4  |       | 6 - 2 | 6 - 2 | 4 - 2 | 6 - 1  |
| 3 | Литва           | 5 | 3 | 0  | 0  | 2 | 18:12 | 9  | 2 - 5  | 2 - 6 |       | 3 - 0 | 3 - 1 | 8 - 0  |
| 4 | Естонія         | 5 | 2 | 0  | 0  | 3 | 11:20 | 6  | 1 - 5  | 2 - 6 | 0 - 3 |       | 4 - 3 | 4 - 3  |
| 5 | Хорватія        | 5 | 1 | 0  | 0  | 4 | 14:17 | 3  | 2 - 4  | 2 - 4 | 1 - 3 | 3 - 4 |       | 6 - 2  |
| 6 | Нідерланди      | 5 | 0 | 0  | 0  | 5 | 6:38  | 0  | 0 - 14 | 1 - 6 | 0 - 8 | 3 - 4 | 2 - 6 |        |

#### Бомбардири
Список 11 найкращих гравців за очками.
| Гравець        | М | Г | П | О  | +/− | ШХ |
| -------------- | - | - | - | -- | --- | -- |
| Дайсуке Обара  | 5 | 5 | 5 | 10 | +7  | 4  |
| Роберт Дауд    | 5 | 4 | 4 | 8  | +6  | 4  |
| Колін Шилдс    | 5 | 4 | 4 | 8  | +9  | 2  |
| Еван Мовзі     | 5 | 3 | 5 | 8  | +10 | 2  |
| Борна Рендулич | 5 | 3 | 5 | 8  | +1  | 16 |
| Роберт Рооба   | 5 | 4 | 3 | 7  | −4  | 25 |
| Юширо Хірано   | 5 | 1 | 6 | 7  | +7  | 2  |
| Метью Маєрс    | 5 | 3 | 3 | 6  | +6  | 4  |
| Девід Кларк    | 5 | 2 | 4 | 6  | +5  | 2  |
| Андрій Макров  | 5 | 2 | 4 | 6  | −2  | 10 |
| Хірокі Уено    | 5 | 2 | 4 | 6  | +6  | 4  |

Джерело: IIHF.com [Архівовано 25 вересня 2017 у Wayback Machine.]

#### Найкращі воротарі
Список п'яти найращих воротарів. У список включені лише ті гравці, які провели щонайменш 40% хвилин.
| Гравець               | ЧНЛ    | ПГ | КН   | КД  | ВК%   | ША |
| --------------------- | ------ | -- | ---- | --- | ----- | -- |
| Стівен Мерфі          | 120:00 | 1  | 0.50 | 33  | 96.97 | 1  |
| Бен Боунс             | 180:00 | 4  | 1.33 | 82  | 95.12 | 1  |
| Фукуфудзі Ютака       | 280:04 | 11 | 2.36 | 140 | 92.14 | 0  |
| Артур Павлюков        | 287:42 | 12 | 2.50 | 136 | 91.18 | 1  |
| Віллем-Генрік Койтмаа | 234:24 | 14 | 3.58 | 135 | 89.63 | 0  |

ЧНЛ = часу на льоду (хвилини: секунди); ГП = голів пропушено; СП = Середня кількість пропущених шайб; КД = кидки; %ВК = відбитих кидків (у %); ША = шатаути

Джерело: IIHF.com [Архівовано 25 вересня 2017 у Wayback Machine.]

#### Нагороди
Найкращі гравці, обрані дирекцією ІІХФ
- Найкращий воротар:  Фукуфудзі Ютака
- Найкращий захисник:  Бен О'Коннор
- Найкращий нападник:  Колін Шилдс